# Wegweiser (Quellendorf, K 2077)

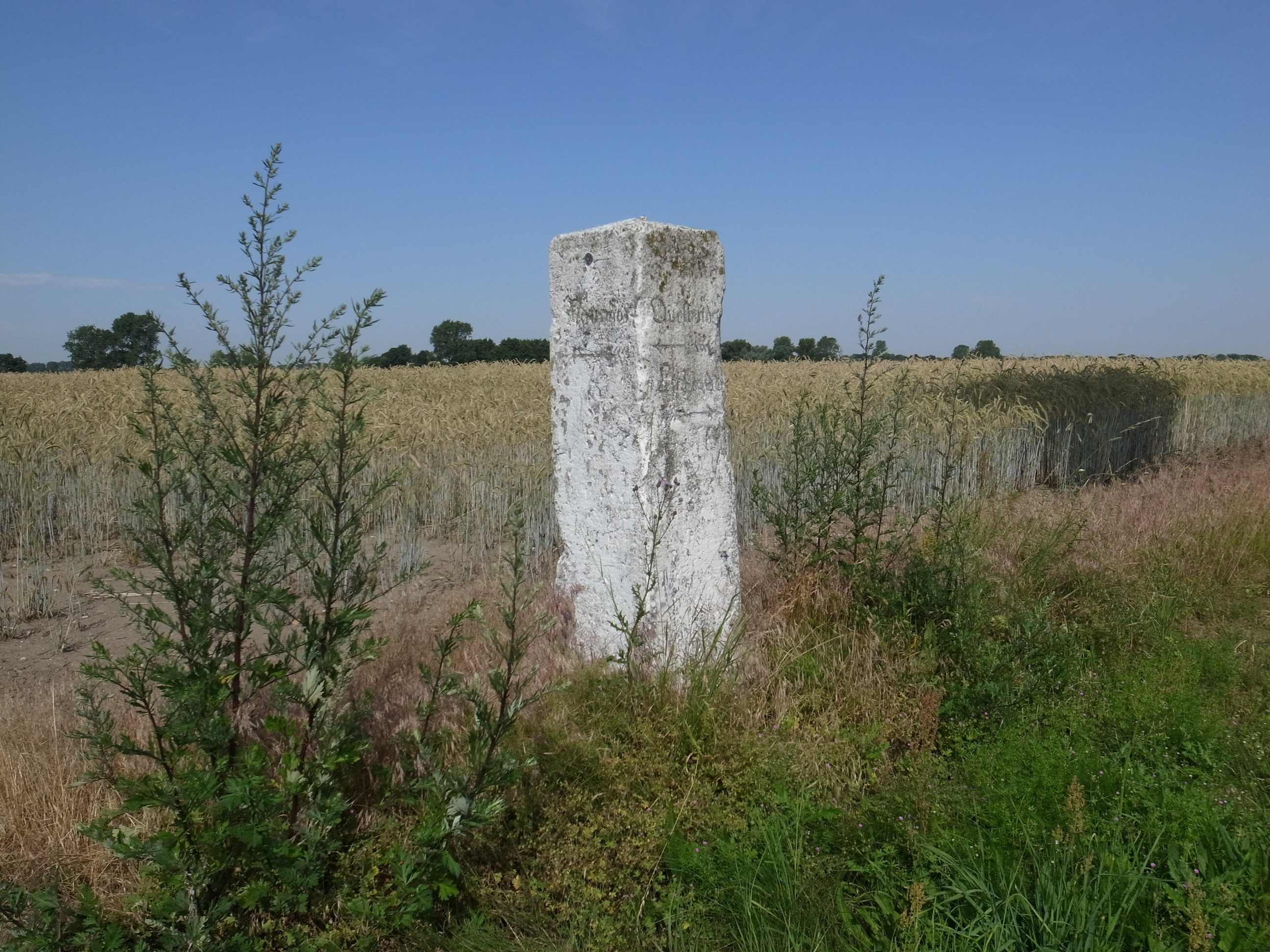
Wegweiser zwischen Quellendorf und Libbesdorf

Der Wegweiser an der K 2077 zwischen Quellendorf und Libbesdorf ist ein Kleindenkmal in der Stadt Südliches Anhalt im Landkreis Anhalt-Bitterfeld in Sachsen-Anhalt.
Neben den Wegweisersteinen nordöstlich, südwestlich und an der Köthener Straße hat sich auch ein Wegweiserstein nordwestlich von Quellendorf erhalten. Er verweist an seiner Ostseite mit einem Pfeil nach rechts nach Libbesdorf und mit einem Pfeil nach links gen Quellendorf. Zudem findet sich an der Südseite ein Pfeil nach links, der nach Naundorf weist.
Er steht an der Westseite der Kreisstraße 2077. Der heute hier abzweigende Weg führt allerdings nach Lausigk, beides Ortsteile von Scheuder. Der Weg nach Naundorf zweigt heute von diesem Weg nach Lausigk ab, so dass der Stein vielleicht früher auch einen Pfeil gen Lausigk trug oder aber dieser Weg entstand erst nach der Errichtung des Steins.
Da Quellendorf bis zum Jahr 1838 Qualendorf hieß, muss der Wegweiser danach entstanden sein muss, falls er nicht später umgearbeitet wurde. Er ist im Denkmalverzeichnis scheinbar nicht zu finden, entspricht aber vom Typ her den anderen Wegweisersteinen bei Quellendorf.